# 4921 Volonté
4921 Volonté è un asteroide della fascia principale interna. Scoperto nel 1980, presenta un'orbita caratterizzata da un semiasse maggiore pari a 2,413074 UA e da un'eccentricità di 0,141898, inclinata di 5,207830° rispetto all'eclittica. Ha un diametro di 5,084 km, un periodo di rotazione di 17,92 ore e un'albedo di 0,280.
Fa parte della famiglia di asteroidi Vesta.
L'asteroide è dedicato all'attore italiano Gian Maria Volonté.